# 神戸市立港島中学校
神戸市立港島中学校（こうべしりつ みなとじまちゅうがっこう）は、兵庫県神戸市中央区にあった市立中学校。
「港中」（みなちゅう）と省略されることが多いが、近隣の神戸市立湊川中学校と誤認されることも多い。

## 概要
神戸市のポートアイランド内に設置された公立中学校。2014年度より神戸市立港島小学校と「港島学園」として小中一貫教育を実施していた。

## 沿革

### 年表
- 1980年4月 - ポートアイランドの誕生と同時に開校。
- 2009年4月 - 神戸市立港島小学校との小中連携のモデル地区の指定を受ける
- 2014年4月 - 港島学園としての小中一貫教育を開始する。
- 2016年3月31日 - 義務教育学校制度の導入により、神戸市立義務教育学校港島学園に移行により廃校[2]。

## 教育方針

### 校訓
- 忍耐
- 友愛
- 飛翔

### 学校目標
PRIDE～自分を誇れ　港島を誇れ～

## 学校行事
※月ごとの学校行事、特色を記載して下さい。
| - 4月 始業式・入学式 - 5月 港島学園運動会 - 6月 神戸港島カップ | - 7月 終業式 - 8月 - 9月 始業式 | - 10月 - 11月 - 12月 終業式 | - 1月 始業式 - 2月 - 3月 終業式・卒業式 |

## 校区内の主な施設
- 神戸学院大学ポートアイランドキャンパス
- 兵庫医療大学
- 神戸女子短期大学
- 神戸空港

## 交通
- ポートライナーみなとじま駅より徒歩10分、中埠頭駅より徒歩5分